# Obiecz
Obiecz (biał. Обеч; ros. Обеч) – wieś na Białorusi, w obwodzie brzeskim, w rejonie prużańskim, w sielsowiecie Linowo.
Należał do ekonomii kobryńskiej. W dwudziestoleciu międzywojennym leżał w Polsce, w województwie poleskim, w powiecie prużańskim.